# Moreno Frigerio
Moreno Frigerio (Milano, 16 dicembre 1951) è un ex arbitro di calcio italiano.

## Carriera
Per la C.A.I. Commissione Arbitri Interregionale lombarda ha iniziato ad arbitrare nel campionato Interregionale ed in Serie C ha iniziato ad arbitrare nel 1981, il 23 settembre 1984 per la C.A.N. la Commissione Arbitri Nazionale a Cagliari dirige il primo incontro in Serie B, si tratta di Cagliari-Cesena (1-0), nel campionato cadetto arbitra per sette stagioni, dirigendo 79 incontri. L'esordio nella massima serie arriva a Genova il 5 aprile 1987 nella partita Sampdoria-Udinese (0-0),, in cinque stagioni in Serie A dirige 35 partite, l'ultima di queste il 17 marzo 1991 a Cesena è stato l'incontro Cesena-Roma (1-1). Nelle sette stagioni di direzioni alla C.A.N. di Serie A e B ha diretto anche 24 incontri di Coppa Italia.
Nella stagione 1987 ha ricevuto il Premio Florindo Longagnani, un riconoscimento che veniva a quel tempo assegnato al miglior arbitro esordiente in Serie A, Moreno Frigerio è stato il penultimo arbitro a ricevere questa onorificenza.
Attualmente ricopre il ruolo di rappresentante dell’AIA presso il giudice sportivo della Serie B.